# Прыжки на батуте
Прыжки на батуте — сложно-координационный вид спорта, включающий в себя индивидуальные прыжки, синхронные прыжки, прыжки на акробатической дорожке и прыжки на двойном минитрампе.

## История
Вначале это была система страховки, используемая артистами трапеции, которую изобрёл инженер Джордж Ниссен (США) в 1930-х годах. Профессор физической культуры, чемпион по прыжкам в воду и акробатическим прыжкам построил первый опытный образец батута в своём гараже, приложив часть холста к шарнирной металлической структуре, используя эластичные жгуты. Первоначально дисциплина применялась как игровой метод совершенствования и улучшения физического и психического состояния спортсменов. Это особенно улучшает способность управлять телом в космосе. В спортивной гимнастике это был седьмой снаряд, так как он использовался в качестве главного учебного средства. Успех в Соединённых Штатах Америки был очень быстрым.
В 1948 состоялся первый национальный чемпионат США. В 1955 батут пробивается в Пан-Американские Игры и, наконец, в Европу через швейцарского первопроходца Курта Бехлера. Другим великим пионером, который был одним из родоначальников этого вида спорта, был Тед Блэйк из Великобритании.
В 1958 году Шотландия стала первой страной в Европе, создавшей собственную национальную федерацию.
4 марта 1964 года во Франкфурте-на-Майне была учреждена Международная федерация прыжков на батуте (ФИТ). Рене Шаре (Швейцария) был избран президентом, а Эрих Кинзель — генеральным секретарём. 21 марта того же года в «Ройал Альберт Холл» в Лондоне состоялся первый Чемпионат мира. Джуди Виллс и Дэн Миллман (США) стали первыми чемпионами мира в прыжках на батуте. Программа состояла из прыжков на батуте и акробатических прыжков и для мужчин, и для женщин. Первое появление прыжков на двойном минитрампе, а также соревнования среди возрастных групп состоялись в 1970 году в Замке «Пикеттс» в Лондоне.
В 1985 году дисциплина вошла в программу Всемирных игр в Лондоне. В 1988 году ФИТ была признана Международным олимпийским комитетом, и прыжки на батуте как вид спорта стал рассматриваться как кандидат на включение в Олимпийские Игры, что создало фундаментальные изменения в этом виде спорта.
1 января 1999 года ФИТ была расформирована, и прыжки на батуте стали дисциплиной ФИЖ (Международной федерации гимнастики).
Президент ФИТ Рон Фрелих (США) стал членом Исполнительного комитета ФИЖ, а немец Хорст Кунце сохранил пост президента технического комитета по прыжкам на батуте ФИЖ.
Индивидуальные прыжки на батуте были включены в программу Олимпийских игр 2000 года в Сиднее. 22 сентября 2000 года Фрелих и Кунце представили к медалям первых в олимпийских чемпионов по прыжкам на батуте — Ирину Караваеву и Александра Москаленко. В качестве зрителя в Сиднейском Супердоме присутствовал Джордж Ниссен, позже представленный во время празднования ФИЖ к подиуму и получивший истинное признание как создатель батута.
Синхронные прыжки были включены в программу Всемирных игр в 2001 году.
В декабре 2004 года финал чемпионата мира по прыжкам на батуте впервые прошёл на африканском континенте — в Алжире.

## Дисциплины

### Индивидуальные прыжки
Индивидуальные прыжки на батуте представляют собой выполнение упражнений, состоящих из 10 элементов в каждом упражнении. Элементы выполняются во время высоких, непрерывных ритмических прыжков с вращениями с ног на ноги, с ног на спину, живот или в сед без задержек или промежуточных прямых прыжков. Упражнение на батуте должно демонстрировать разнообразие элементов с вращением вперёд и назад с пируэтами и без них. Упражнение должно выполняться с хорошей координацией, позами тела, хорошей техникой и с сохранением высоты прыжков.
Соревнования у взрослых спортсменов, как правило, проходят в 3 этапа: предварительные соревнования, которые состоят из двух попыток, из которой в зачёт идёт лучшая (в котором оценка складывается из оценки за технику исполнения, горизонтального перемещения, времени полёта и коэффициента трудности всех 10 элементов); полуфинальные и финальные соревнования, которые состоят только из одного произвольного упражнения.

### Акробатическая дорожка (АКД)
Акробатические прыжки характеризуются комплексом быстрых и ритмичных последовательных акробатических прыжков с рук на ноги, с ног на руки и непосредственно с ног на ноги в течение приблизительно 6 секунд и на акробатической дорожке длиной 25 метров с приземлением на мат.
Соревнования по прыжкам на акробатической дорожке состоят из двух произвольных упражнений в предварительных соревнованиях и двух произвольных упражнений в финальных соревнованиях с 8 элементами в каждом упражнении.
Прыжки на акробатической дорожке характеризуются выполнением прыжков с вращением ритмично с рук на ноги и с ног на ноги с постоянной скоростью без остановок и промежуточных шагов. Акробатическая комбинация может включать серию прыжков с передним, задним и боковым вращением. Упражнение должно выполняться с хорошей координацией, техникой и сохранением темпа без повторения элементов в каждом упражнении.
Акробатические прыжки являются красивым спортом, который представляет зрителю захватывающие элементы, проходящие на огромной скорости с очень быстрым ритмом и многочисленными вращениями.

### Синхронные прыжки
Соревнования в синхронных прыжках проводятся между синхронными парами, которые состоят из двух мужчин или двух женщин (мужские и женские пары соревнуются отдельно). Спортсмен может выступать только в одной синхронной паре. Соревнования в синхронных прыжках состоят из двух попыток произвольного упражнения в предварительных соревнованиях (в зачёт идёт лучшая попытка) и одного произвольного упражнения в финальных соревнованиях. Партнёры должны выполнять одинаковые элементы в одно и то же время (не должны более чем на половину элемента опережать своего партнёра) и начинать упражнение, стоя лицом в одну сторону. Не требуется выполнять повороты по винтовому вращению в одну сторону. В настоящее время рассматривается возможность проводить соревнования по синхронным прыжкам в смешанных парах, где участники пары мужчина и женщина. К примеру подобные экспериментальные соревнования по смешанным синхронным прыжкам прошли на чемпионате России 2024 года в городе Хабаровске

### Двойной минитрамп (прыжки на двойном минитрампе, ДМТ)
Дисциплина, которая берёт начало от минитрампа. ДМТ допускает больше акробатики. С разбега гимнаст выполняет наскок на снаряд, выполняет элемент на нём, с последующим выполнением элемента с приземлением на мат. Сильнейшие гимнасты выполняют двойные и тройные сальто с поворотами.

## Инвентарь
- Батут — гальванизированная рама 520×305×115 см, сетка 4×4 мм размером 426×213 см, 110 пружин, обкладочные матики на раму, 2 страховочных стола с матами, транспортировочные катки.
- Акробатическая дорожка — рабочая зона 25,2 м, разбег 10×1 м, зона приземления 600×300×30 см.
- Двойной минитрамп — рама 350×190×70 см, 102 пружины, сетка с тесьмой 13 мм и размером 292×92 см, обкладочные матики, транспортировочные катки.